# Mario Grossi
Mario Grossi (Giuncarico, 10 gennaio 1925 – Boston, 11 gennaio 1999) è stato un ingegnere aerospaziale e ricercatore nell'ambito delle telecomunicazioni italiano.

## Biografia
Nato a Giuncarico, frazione del comune di Gavorrano, in provincia di Grosseto, ebbe tutta la sua formazione scolastica nella scuola italiana, dalla quale uscì nel 1948 con la laurea con lode in Ingegneria dell'Università di Pisa. 
Esperto di onde radio, ottenne subito un incarico alla Marconi di Genova, che rappresentava negli anni Cinquanta la punta di diamante dell'industria elettromeccanica italiana, e contemporaneamente incominciò una proficua collaborazione con l'Università di Genova.
Alla fine degli anni Cinquanta Mario Grossi si trasferì a Cambridge, negli USA, dove ebbe un incarico presso l'Università Harvard: i suoi studi sulla propagazione delle onde radio gli valsero l'ammissione al gruppo Progetti Speciali dello Smithsonian Astrophysical Observatory, del quale fece parte per il resto di tutta la sua vita. Contemporaneamente la sua attività lavorativa lo vide impegnato anche come consulente scientifico della Raytheon, industria elettronica specializzata in sistemi di difesa.
Nei primi anni Sessanta Mario Grossi progettò una coppia di satelliti, definiti OV-4, che per la prima volta esplorarono e studiarono la propagazione anomala delle onde radio in una zona della ionosfera, denominata in seguito Whispering Tunnel (Galleria del sussurro).Questi studi ebbero un vasto riscontro nella comunità scientifica statunitense e consentirono a Mario Grossi di acquisire i meriti presso la NASA per poter prendere parte a due progetti pionieristici di grande rilevanza: Viking 2, che consentì la prima esplorazione di Marte, ed il primo volo congiunto russo-americano Apollo-Sojuz, progetto in cui Mario Grossi curò in particolare la connessione fra le due astronavi. 
Il suo nome però rimane legato al progetto Tethered, che concepì per primo già nel 1972, allorquando, impegnato a studiare un nuovo sistema di collegamento con i sottomarini in immersione, pensò di risolvere il problema delle comunicazioni adottando una lunga antenna di 100 km, che si sarebbe potuta svolgere da un satellite posto in orbita geostazionaria.
Negli anni successivi, Mario Grossi convinse a far parte del progetto un altro scienziato Italiano, Giuseppe Colombo, che dette ulteriore sviluppo all'idea originaria, ipotizzando altre dinamiche per i sistemi a filo legati ad uno Shuttle che potessero, tra l'altro, generare energia elettrica, o sfruttare l'effetto fionda per immettere in orbita altri satelliti.
La scomparsa di Colombo a metà degli anni Ottanta e la prima tragedia dello Shuttle Challenger procrastinarono nel tempo la realizzazione delle idee di Mario Grossi, concretizzatesi solo nel 1992. Nel mese di luglio di quell'anno Franco Malerba, primo astronauta italiano, portò in orbita l'ambizioso e sfortunato progetto del satellite al guinzaglio Tethered (TSS). 
Un altro volo umano consentì ad altri due astronauti Italiani, Guidoni e Cheli, di tentare di ripetere l'esperimento nel febbraio 1996, ma la perdita del satellite TSS1-R, a causa di un corto circuito quando questo si trovava ormai ad una distanza di oltre 19 km dalla navetta, concluse la collaborazione italoamericana dei satelliti a filo.
Mario Grossi però aveva portato avanti parallelamente al TSS1-R anche un progetto di piccoli satelliti, denominati SEDS, da lanciare in orbita senza la presenza di astronauti a bordo che volavano come carichi secondari con i vettori Delta. Il successo di questi voli a basso costo, e naturalmente di minor impatto nei confronti dell'opinione pubblica, dimostrarono la fattibilità dell'intuizione di Mario Grossi: nel corso degli anni successivi altre missioni di questo tipo sono state lanciate in orbita sponsorizzate da vari enti, missioni non particolarmente apprezzate però dal management astronautico Italiano, sempre più orientato verso missioni per la Stazione spaziale con la presenza di uomini a bordo.
Nel 1994 il Comune di Gavorrano conferì a Mario Grossi la Cittadinanza Onoraria.
Mario Grossi, insignito dal Presidente Scalfaro come Benemerito della Scienza, scomparve nel 1999 a Boston, senza essere riuscito a realizzare il suo pionieristico progetto di un Tethered che avrebbe dovuto studiare quella vasta zona inesplorata dell'atmosfera dove, a causa delle gioco delle forze gravitazionali, non può volare alcun veicolo spaziale.
Alla sua memoria Pisa, città dove compì i suoi studi superiori ed universitari, conferì nel 2003 la prima edizione del premio EroeMaiCantato.